# Vomeropsis
Vomeropsis triurus
Genre
Genre
Synonymes
- Zeus triurus Volta, 1796

Vomeropsis est un genre éteint de poissons osseux qui vivait lors de l’Éocène. Son espèce type et unique espèce connue est Vomeropsis triurus. Ses restes fossiles ont été mis au jour en Italie.

## Systématique
L'espèce Vomeropsis triurus a été décrite pour la première fois en 1796 par le prêtre, naturaliste et paléontologue italien Giovanni Serafino Volta (d) (1764–1842) sous le protonyme de Zeus triurus.
En 1853, le zoologiste et ichtyologiste autrichien Johann Jacob Heckel (1790-1857) crée le genre Vomeropsis pour y classer l'espèce Vomeropsis elongatus qui s'avérera être un synonyme de Zeus triurus. 

## Publications originales
- Genre Vomeropsis :
  - (de) Jacob Heckel, « Bericht über die vom Herrn Cavaliere Achille de Zigno hier angelangte Sammlung fossiler Fische », Sitzungsberichte der kaiserlichen Akademie der Wissenschaften. Mathematisch-Naturwissenschaftliche Classe, vol. 11,‎ 1853, p. 122-138 (ISSN 1021-7045, lire en ligne).
- Espèce Vomeropsis triurus, sous le taxon Zeus triurus :
  - Giovanni Serafino Volta, Ittiolitologia veronese del Museo Bozziano : ora annesso a quello del Conte Giovambattista Gazola e di altri gabinetti di fossili veronesi ; con la versione latina (publication), -, 1796, [lire en ligne].